# Yasushi Sasaki
Yasushi Sasaki (佐々木 康?) (25 de enero de 1908 – 13 de septiembre de 1993), también conocido como Kō Sasaki, fue un director de cine japonés. Dirigió películas desde la década de 1920 hasta la de 1960.

## Filmografía

### Director
Dirijió 182 películas:
- Soyokaze (そよかぜ?) (1945)
- (踊る龍宮城 Odoru ryū kyūjō, literalmente "Bailando Palacio de Dragón") (1949)
- El Idle Vasallo: Casa de la Princesa de Culebra (旗本退屈男　謎の蛇姫屋敷 Hatamoto Taikutsuatoko: Nazo ningún Hebihime-Yoshiki) (1957)
- Shinsengum: Últimos Días del Shogunate